# Leone Sinigaglia
Leone Sinigaglia (ur. 14 sierpnia 1868 w Turynie, zm. 16 maja 1944 tamże) – włoski kompozytor, badacz muzycznej kultury ludowej i alpinista żydowskiego pochodzenia.

## Życiorys
Urodził się 14 sierpnia 1868 r. w Turynie, w zamożnej żydowskiej rodzinie. Podstaw gry na fortepianie uczył się u Severiny Verri, harmonii od Carlo Fassò, a gry na skrzypcach u Teresiny Perni. W 1888 roku został uczniem Giovanniego Bolzoniego, nauczyciela kompozycji i dyrektora Szkoły Muzycznej im. Giuseppe Verdiego w Turynie. Już od pierwszych lat Sinigaglia tworzył własne kompozycje. W 1891 roku w Teatrze Wiktora Emanuela w Turynie jego nauczyciel Giovanni Bolzoni poprowadził dla koncert muzyki jego autorstwa.
Pod koniec 1894 r. Sinigaglia wyjechał do Wiednia, by pogłębić studia kontrapunktu i kompozycji pod kierunkiem dr Eusebiusa Mandyczewskiego. Podczas pobytu w Wiedniu Sinigaglia często spotykał Johannesa Brahmsa, który darzył go wielką sympatią oraz słuchał kompozycji Hansa Richtera, Gustava Mahlera i Felixa Weingartnera, poznał także Károlya Goldmarka i Antonína Dvořáka, który przez pewien czas udzielał mu lekcji orkiestracji w Pradze.
W 1899 powrócił do Włoch, osiedlając się na stałe w Turynie, i rozpoczął działalność kompozytorską, a także dydaktyczną. Jego utwory, orkiestrowe i kameralne, szybko stały się popularne na terenie Europy i Ameryki. Wśród najbardziej znanych znajdują się: Romanza i Humoreska na wiolonczelę i orkiestrę; Koncert A-dur, Romanza, Rapsodia piemoncka, Rondo na skrzypce i orkiestrę, Kwartet D-dur, Trio-Serenata na skrzypce, altówkę i wiolonczelę, tańce piemonckie, uwertura Le Baruffe Chiozzotte, suita piemoncka, Lamento na orkiestrę, Sonata C-dur na wiolonczelę i fortepian, Sonata G-dur na skrzypce i fortepian. Wśród dyrygentów, którzy prowadzili koncerty jego muzyki byli m.in. Arturo Toscanini, Arthur Nikisch, Gustav Mahler, Felix Weingartner, Wilhelm Furtwängler, Victor de Sabata, Camargo Guarnieri.
Idąc za radą Antonína Dvořáka, około 1902 r. Sinigaglia zaczął zbierać ludowe pieśni ze wzgórz Cavoretto, wykorzystując po raz pierwszy niektóre z nich w Tańcach piemonckich op. 31. Łącznie na przestrzeni lat zebrał ponad 500 piemonckich melodii, które były wciąż śpiewane przez ludność. W jego biografii, zwłaszcza po pierwszej wojnie światowej, jest wiele luk, z czasem coraz mniej komponował, poświęcając się zgłębianiu swoich badań nad melodiami ludowymi. Po wprowadzeniu we Włoszech w 1938 r. przepisów rasowych utwory żydowskich kompozytorów nie mogły już być wykonywane ani publikowane.
Sinigaglia jest także pionierem eksploracji Dolomitów. W jego czasach Alpy były w większości przebadane, a ich szczyty zdobyte, ale niższe od nich Dolomity były przez alpinistów uważane za góry gorszego rodzaju, w związku z czym znajdowały się w nim niezdobyte szczyty. Sinigaglia zdobył niektóre ze szczytów jako pierwszy, a także wyznaczył nowe drogi na część innych gór.
Po aresztowaniu przez policję w turyńskim szpitalu, gdzie próbował schronić się przed prześladowaniami rasowymi, zmarł 16 maja 1944 r. na atak serca w transporcie do Auschwitz. Jego rękopisy przechowywał prof. Luigi Rognoni.